# Condorito: la película
Condorito: la película (bra: Condorito: O Filme) é um filme chileno-peruano-mexicano-argentino de 2017 dirigido por Alex Orrelle e Eduardo Schuldt.

## Elenco
- Omar Chaparro como Condorito
- Jéssica Cediel como Yayita
- Cristián de la Fuente como Pepe Cortisona
- Jey Mammon como Molosco
- Coco Legrand como Tremebunda / Cuasimodo
- Mathías Brivio como Fonola

## Bilheteria
Com mais de um milhão de dólares em receita na América Latina, o filme é um dos maiores sucessos locais no ramo da animação.